# Lacroix-Saint-Ouen
Lacroix-Saint-Ouen és un municipi francès, situat al departament de l'Oise i a la regió dels Alts de França. L'any 2007 tenia 4.451 habitants.

## Demografia

### Població
El 2007 la població de fet de Lacroix-Saint-Ouen era de 4.451 persones. Hi havia 1.761 famílies de les quals 441 eren unipersonals (187 homes vivint sols i 254 dones vivint soles), 577 parelles sense fills, 612 parelles amb fills i 131 famílies monoparentals amb fills.
La població ha evolucionat segons el següent gràfic:
Habitants censats

### Habitatges
El 2007 hi havia 1.889 habitatges, 1.784 eren l'habitatge principal de la família, 26 eren segones residències i 79 estaven desocupats. 1.529 eren cases i 359 eren apartaments. Dels 1.784 habitatges principals, 1.271 estaven ocupats pels seus propietaris, 440 estaven llogats i ocupats pels llogaters i 73 estaven cedits a títol gratuït; 29 tenien una cambra, 107 en tenien dues, 322 en tenien tres, 455 en tenien quatre i 871 en tenien cinc o més. 1.388 habitatges disposaven pel capbaix d'una plaça de pàrquing. A 803 habitatges hi havia un automòbil i a 829 n'hi havia dos o més.

### Piràmide de població
La piràmide de població per edats i sexe el 2009 era:
| Homes | Edats   | Dones |
| ----- | ------- | ----- |
| 0     | 95 o +  | 8     |
| 4     | 90 a 94 | 4     |
| 24    | 85 a 89 | 36    |
| 32    | 80 a 84 | 36    |
| 44    | 75 a 79 | 92    |
| 44    | 70 a 74 | 88    |
| 112   | 65 a 69 | 60    |
| 108   | 60 a 64 | 100   |
| 128   | 55 a 59 | 124   |
| 156   | 50 a 54 | 196   |
| 196   | 45 a 49 | 160   |
| 160   | 40 a 44 | 132   |
| 172   | 35 a 39 | 180   |
| 144   | 30 a 34 | 148   |
| 124   | 25 a 29 | 112   |
| 84    | 20 a 24 | 100   |
| 113   | 15 a 19 | 184   |
| 108   | 10 a 14 | 160   |
| 188   | 5 a 9   | 132   |
| 136   | 0 a 4   | 100   |

## Economia
El 2007 la població en edat de treballar era de 2.991 persones, 2.162 eren actives i 829 eren inactives. De les 2.162 persones actives 1.973 estaven ocupades (1.060 homes i 913 dones) i 190 estaven aturades (73 homes i 117 dones). De les 829 persones inactives 313 estaven jubilades, 283 estaven estudiant i 233 estaven classificades com a «altres inactius».

### Ingressos
El 2009 a Lacroix-Saint-Ouen hi havia 1.817 unitats fiscals que integraven 4.531,5 persones, la mediana anual d'ingressos fiscals per persona era de 21.548 €.

### Activitats econòmiques
Dels 227 establiments que hi havia el 2007, 6 eren d'empreses extractives, 3 d'empreses alimentàries, 2 d'empreses de fabricació de material elèctric, 16 d'empreses de fabricació d'altres productes industrials, 26 d'empreses de construcció, 49 d'empreses de comerç i reparació d'automòbils, 9 d'empreses de transport, 11 d'empreses d'hostatgeria i restauració, 3 d'empreses d'informació i comunicació, 12 d'empreses financeres, 12 d'empreses immobiliàries, 36 d'empreses de serveis, 26 d'entitats de l'administració pública i 16 d'empreses classificades com a «altres activitats de serveis».
Dels 56 establiments de servei als particulars que hi havia el 2009, 1 era una gendarmeria, 1 oficina de correu, 4 oficines bancàries, 2 funeràries, 6 tallers de reparació d'automòbils i de material agrícola, 1 autoescola, 9 paletes, 2 fusteries, 1 lampisteria, 5 electricistes, 2 empreses de construcció, 4 perruqueries, 1 veterinari, 8 restaurants, 8 agències immobiliàries i 1 saló de bellesa.
Dels 10 establiments comercials que hi havia el 2009, 1 era, 3 fleques, 1 una fleca, 1 una peixateria, 1 una botiga d'electrodomèstics, 1 una botiga de mobles i 2 floristeries.

## Equipaments sanitaris i escolars
Els 2 equipaments sanitaris que hi havia el 2009 eren farmàcies.
El 2009 hi havia 2 escoles maternals i 2 escoles elementals. Lacroix-Saint-Ouen disposava d'un col·legi d'educació secundària amb 536 alumnes.

## Poblacions més properes
El següent diagrama mostra les poblacions més properes.